# Alston Wise
Joseph Alston Wise (* 29. Oktober 1904 in Winnipeg, Manitoba; † 23. September 1984 in Vancouver, British Columbia) war ein kanadischer Eishockeyspieler. Bei den Olympischen Winterspielen 1932 gewann er als Mitglied der kanadischen Nationalmannschaft die Goldmedaille.

## Karriere
Alston Wise begann seine Karriere als Eishockeyspieler an der University of Manitoba, für die er von 1921 bis 1923 aktiv war. Später schloss er sich dem Winnipeg Hockey Club an. In der Saison 1930/31 gewann er mit dem Winnipeg Hockey Club den Allan Cup, den kanadischen Amateurmeistertitel. Bei den Winterspielen 1932 vertrat er Kanada mit dem Winnipeg Hockey Club. Im Jahr 2004 wurde er in die Manitoba Sports Hall of Fame aufgenommen.

### International
Für Kanada nahm Wise an den Olympischen Winterspielen 1932 in Lake Placid teil, bei denen er mit seiner Mannschaft die Goldmedaille gewann.

## Erfolge und Auszeichnungen
- 1931 Allan-Cup-Gewinn mit dem Winnipeg Hockey Club
- 1932 Goldmedaille bei den Olympischen Winterspielen
- 2004 Manitoba Sports Hall of Fame